# Черемшанка (Голишмановський міський округ)
Черемша́нка (рос. Черемшанка) — присілок у складі Голишмановського міського округу Тюменської області, Росія.
Населення — 452 особи (2010, 507 у 2002).
Національний склад станом на 2002 рік:
- росіяни — 86 %